# Llista d'estats sobirans del 2006

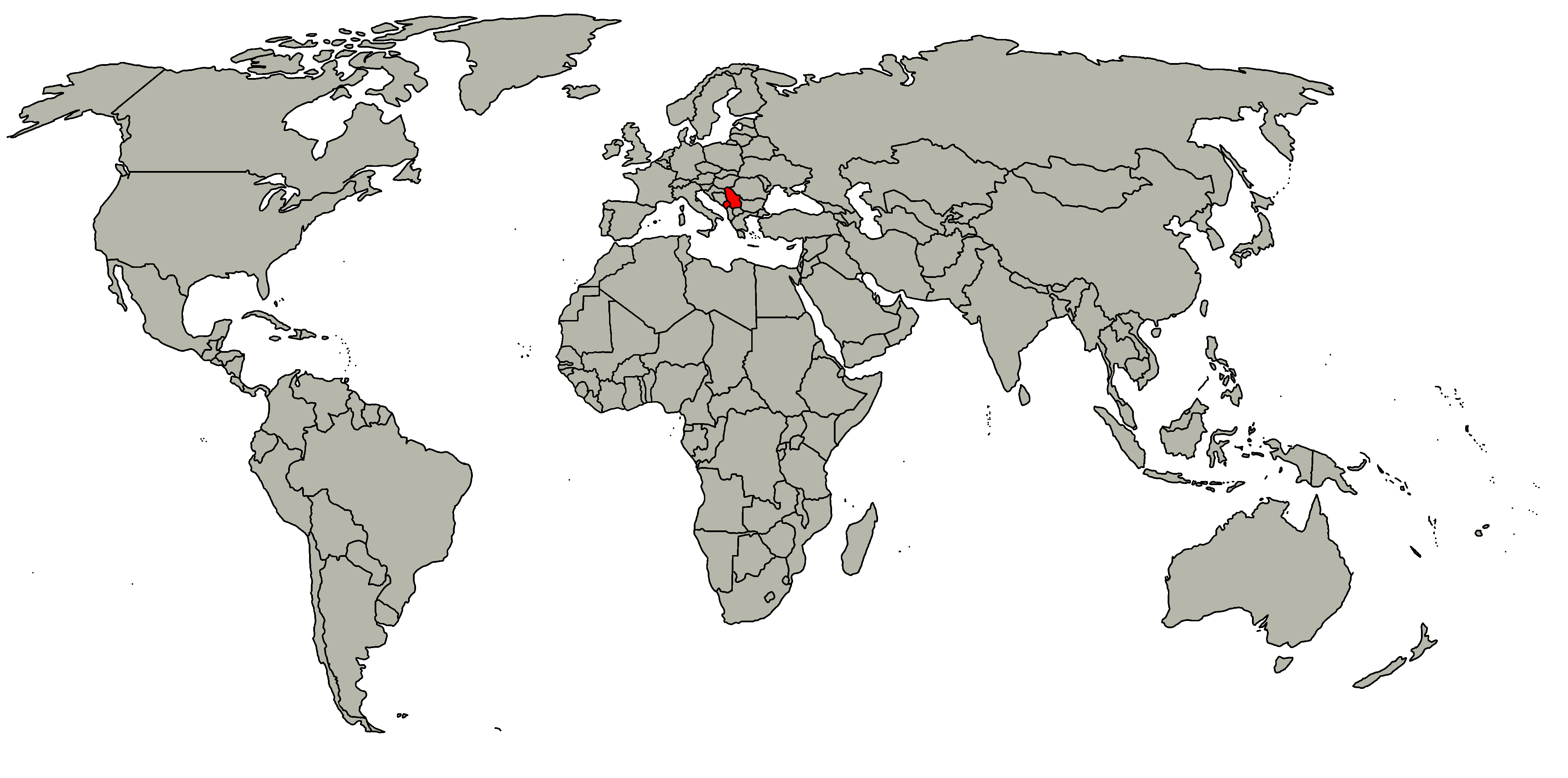
Estats sobirans del 2006. El vermell indica una divisió.

## Estats sobirans

### A
- Afghanistan – República Islàmica de l'Afganistan
- Albània – República d'Albània
- Alemanya – República Federal d'Alemanya
- Algèria – República Democràtica Popular d'Algèria
- Andorra – Principat d'Andorra
- Angola – República d'Angola
- Antigua and Barbuda
- Saudi Arabia – Regne de l'Aràbia Saudita
- Argentina – República de l'Argentina
- Armènia – Republica d'Armènia
- Austràlia – Commonwealth d'Austràlia
- Àustria – República d'Àustria
- Azerbaijan – República de l'Azerbaidjan

### B
- The Bahamas – Commonwealth de les Bahamas
- Bahrain – Regne de Bahrain
- Bangladesh – República Popular de Bangladesh
- Barbados
- Bèlgica – Regne de Bèlgica
- Belize
- Benin – República de Benín
- Bhutan – Regne de Bhutan
- Belarus – República de Belarús
- Myanmar – Unió de Birmània
- Bolivia – República de Bolívia
- Bòsnia i Hercegovina
- Botswana – República de Botswana
- Brasil – República Federativa del Brasil
- Brunei – Estat de Brunei Darussalam
- Bulgària – República de Bulgària
- Burkina Faso
- Burundi – República de Burundi

### C
- Cambodia – Regne de Cambodja
- Camerun – República del Camerun
- Canadà
- Cape Verde – República del Cap Verd
- Central African Republic
- Colòmbia – República de Colòmbia
- Comoros – Unió de lese Comores
- Republic of the Congo
- Democratic Republic of the Congo
- North Korea – República Democràtica Popular de Corea
- Corea del Sud – República de Corea
- Côte d'Ivoire – República de la Costa d'Ivori
- Costa Rica– República de Costa Rica
- Croàcia – República de Croàcia
- Cuba – República de Cuba

### D
- Dinamarca – Regne de Dinamarca
- Djibouti – República de Djibouti
- Dominica – Commonwealth de Dominica
- Dominican Republic

### E
- Egipte – República Àrab d'Egipte
- United Arab Emirates
- Equador – República de l'Equador
- Eritrea – Estat d'Eritrea[1]
- Eslovàquia – República Eslovaca
- Slovenia – República d'Eslovènia
- Espanya – Regne d'Espanya
- Estats Units – Estats Units d'Amèrica
- Estònia – República d'Estònia
- Ethiopia – República Democràtica Federal d'Etiòpia

### F
- Fiji – República de les Illes Fiji
- Philippines – República de les Filipines
- Finlàndia – República de Finlàndia
- França – República Francesa[2]

### G
- Gabon – República gabonesa
- The Gambia – República de Gàmbia
- Geòrgia
- Ghana – República de Ghana
- Grècia – República Hel·lènica
- Grenada
- Guatemala – República de Guatemala
- Guinea – República de Guinea
- Equatorial Guinea – República de Guinea Equatorial
- Guinea Bissau – República de Guinea–Bissau
- Guyana – Cooperativa República de Guyana

### H
- Haiti – República d'Haití
- Hondures – República d'Hondures
- Hongria – República d'Hongria

### I
- Iemen – República del Iemen
- India – República de l'Índia
- Indonesia – República d'Indonèsia
- Iran – República Islàmica de l'Iran
- Iraq – República de l'Iraq
- Irlanda – República d'Irlanda
- Iceland – República d'Islàndia
- Israel – Estat d'Israel
- Itàlia – República Italiana

### J
- Jamaica
- Japó
- Jordània – Regne Haiximita de Jordània

### K
- Kazakhstan – República del Kazakhstan
- Kenya – República de Kenya
- Kyrgyzstan – República kirguisa
- Kiribati – República de Kiribati
- Kuwait – Estat de Kuwait

### L
- Laos – República Democràtica Popular de Laos
- Lesotho – Regne de Lesotho
- Letònia – República de Letònia
- Líban – República Libanesa
- Liberia – República de Libèria
- Libya – Gran Jamahiriya Àrab Socialista Popular Libanesa
- Liechtenstein – Principat de Liechtenstein
- Lituània – República de Lituània
- Luxemburg – Gran Ducat de Luxemburg

### M
- Macedònia – República de Macedònia[3]
- Madagascar – República de Madagascar
- Malawi – República de Malawi
- Malaysia
- Maldives – República de les Maldives
- Mali – República de Mali
- Malta – República de Malta
- Marroc – Regne del Marroc
- Marshall Islands – República de les Illes Marshall
- Mauritius – República de Maurici
- Mauritania – República Islàmica de Mauritània
- Mèxic – Estats Units de Mèxic
- Federated States of Micronesia
- Mozambique – República de Moçambic
- Moldàvia – República de Moldàvia
- Monaco – Principat de Mònaco
- Mongolia
- Montenegro – República de Montenegro (des del 3 de juny)

### N
- Namibia – República de Namíbia
- Nauru – República de Nauru
- Nepal – Regne del Nepal
- Nicaragua – República de Nicaragua
- Niger – República del Níger
- Nigèria – República Federal de Nigèria
- Noruega – Regne de Noruega
- Nova Zelanda

### O
- Oman – Sultanat d'Oman

### P
- Països Baixos – Regne dels Països Baixos
- Pakistan – República Islàmica del Pakistan
- República de Palau – República de Palau[4]
- Panamà – República del Panamà
- Papua Nova Guinea – Estat Independent de Papua Nova Guinea
- Paraguai – República del Paraguai
- Perú – República del Perú
- Polònia – República de Polònia
- Portugal – República Portuguesa

### Q
- Qatar – Estat de Qatar

### R
- United Kingdom – Regne Unit de la Gran Bretanya i Irlanda del Nord
- Romania
- Rússia – Federació Russa
- Ruanda – República de Ruanda

### S
- Saint Kitts and Nevis – Federació de Saint Kitts i Nevis
- Saint Vincent and the Grenadines
- Solomon Islands
- El Salvador – República d'El Salvador[5]
- Samoa – Estat independent de Samoa
- San Marino – Sereníssima República de San Marino
- Saint Lucia
- São Tomé and Príncipe – República Democràtica de São Tomé i Príncipe
- Senegal – República del Senegal
- Sèrbia – República de Sèrbia (des del 5 de juny)
- Serbia and Montenegro - Unió Estatal de Sèrbia i Montenegro (fins al 3 de juny)
- Seychelles – República de les Seychelles
- Sierra Leone – República de Sierra Leone
- Singapore – República de Singapur
- Syria – República Àrab Siriana
- Somalia
- Sri Lanka – República Socialista Democràtica de Sri Lanka
- South Africa – República de Sud-àfrica
- Sudan – República del Sudan
- Suècia – Regne de Suècia
- Suïssa – Confederació suïssa
- Suriname – República de Surinam[6]
- Swazilàndia – Regne de Swazilàndia[7]

### T
- Tajikistan – República del Tadjikistan
- Thailand – Regne de Tailàndia
- Tanzània – República Unida de Tanzània
- East Timor – República Democràtica del Timor Oriental
- Togo – República Togolesa
- Tonga – Regne de Tonga
- Trinidad and Tobago – República de Trinitat i Tobago
- Tunisia – República de Tunísia
- Turkmenistan
- Turquia – República de Turquia
- Tuvalu
- Chad – República del Txad
- República Txeca

### U
- Ucraïna
- Uganda – República d'Uganda
- Uruguai – República Oriental de l'Uruguai
- Uzbekistan – República de l'Uzbekistan

### V
- Vanuatu – República of Vanuatu
- Vatican City – Estat de la Ciutat del Vaticà
- Veneçuela – República Bolivariana de Veneçuela
- Vietnam – República Socialista del Vietnam

### X
- Xile – República de Xile
- People's Republic of China – República Popular de la Xina
- Cyprus – República de Xipre

### Z
- Zambia – República de Zàmbia
- Zimbabwe – República de Zimbabwe

## Estats que proclamen la sobirania
- Abkhàzia – República d'Abkhàzia[8]
- Nagorno-Karabakh – República de Nagorno-Karabakh[9]
- Ossètia del Sud – República d'Ossètia del Sud[8]
- Palestina[10]
- Sàhara Occidental – República Àrab Sahrauí Democràtica[11]
- Somalilàndia – República de Somalilàndia[12][13]
- Transnístria – República Moldava de Transnístria
- República de la Xina
- Xipre del Nord – República Turca de Xipre del Nord[14]